# Le Jourde & Naulleau
Pour les articles homonymes, voir Jourde.

Le Jourde & Naulleau, sous-titré Précis de littérature du XXIe siècle, est un livre de Pierre Jourde et Éric Naulleau paru en février 2004 chez Mots & Cie (avec réédition augmentée en octobre 2008 chez Mango et en 2015 chez Chiflet et Cie). Présenté comme un manuel de littérature française du XXIe siècle, c'est un pamphlet qui prend la forme d'un pastiche des ouvrages scolaires d'André Lagarde et Laurent Michard, plus connus sous le nom générique de Lagarde et Michard.

## Présentation
Les auteurs analysent les textes de romanciers français du XXIe siècle (l'introduction est datée du 1er avril 2104) à travers des extraits commentés de leurs œuvres mais aussi des exercices semblables à ceux du célèbre manuel scolaire. Chaque chapitre est précédé d'une biographie de l'auteur considéré.
Pierre Jourde et Éric Naulleau raillent le style ampoulé d'écrivains, le goût pour les descriptions régressives (scatologie) et les impasses de l'autofiction.

### Auteurs analysés
- Marc Lévy
- Olivier Adam[1]
- Christine Angot
- François Bégaudeau[1]
- Philippe Djian[1]
- Guillaume Dustan[2]
- Anna Gavalda
- Madeleine Chapsal
- Christophe Conte
- Philippe Labro
- Florian Zeller
- Philippe Sollers
- Alexandre Jardin
- Bernard-Henri Lévy
- Yannick Haenel
- François Meyronnis
- Marie Darrieussecq
- Camille Laurens
- Patrick Besson
- Emmanuèle Bernheim
- Dominique de Villepin

## Éditions
- Pierre Jourde et Éric Naulleau, Le Jourde & Naulleau : précis de littérature du XXIe siècle, Paris, Mots & Cie, 2004, 215 p. (ISBN 2-913588-54-9) [la couverture porte aussi : Pour un pastiche, c'est du brutal !].
- Pierre Jourde et Éric Naulleau, Le Jourde & Naulleau, Paris, Mango, 2008, 280 p. (ISBN 978-2-913588-96-7) [la couverture porte en plus : Précis de littérature du XXIe siècle : le petit livre noir du roman contemporain !].
- Pierre Jourde et Éric Naulleau, Le Jourde & Naulleau : précis de littérature du XXIe siècle, Paris, Chiflet et Cie, 2015, 302 p. (ISBN 978-2-35164-225-2) [Éd. augmentée et agravée [sic]. La couverture porte aussi : Les tontons flingueurs de la littérature].